# Pommersche Tagespost
Die Pommersche Tagespost war eine Tageszeitung, die von 1911 bis 1935 in Stettin bzw. Köslin erschien. Die Ausrichtung der Zeitung galt als konservativ, nationalistisch und rechtsgerichtet, mithin als reaktionär. Das Selbstverständnis der Zeitung war überparteilich-national zu sein.

## Zentrale Daten und Entwicklung der Zeitung
Verlagsort der Pommerschen Tagespost war Köslin.
Die Zeitung galt während der Zeit der Weimarer Republik als ein Sprachrohr der Deutschnationalen Volkspartei (DNVP) und des Reichslandbundes bzw. des Pommerschen Landbundes, d. h. der Interessenorganisation der Großgrundbesitzer in Pommern. Die Zeitung wurde daher häufig als „Organ der Großgrundbesitzer“ bezeichnet. Aufgrund des großen Einflusses des DNVP-Politikers Hansjoachim von Rohr auf das Blatt wurde dieses gelegentlich auch spöttisch als „Rohr-Post“ bezeichnet.
Die Zeitung wurde 1935 verboten, weil sie einen (namentlich nicht gekennzeichneten) Artikel aus der Feder von Rohr-Demmin veröffentlicht hatte, der nach Meinung der Nationalsozialisten monarchistische Tendenzen enthielt. In diesem Artikel hieß es u. a., dass man „25 Jahre für Gott, König und Vaterland“ gekämpft habe und „gedenke, dies auch weiterhin so zu halten.“
Die Zeitung wurde durch Verfügung des Geheimen Staatspolizeiamtes vom 15. August 1935 für die Dauer von 3 Monaten verboten und nahm ihre Tätigkeit anschließend nicht wieder auf. In der Verfügung hieß es, dass Verlag und Schriftleitung in dem Artikel „Abschied“ in der Ausgabe vom 31. Juli 1935 und durch eine Begrüßungserklärung in der Ausgabe vom 1. August 1935 gezeigt hätten, dass sie nicht gewillt seien, „ihre Aufgabe, sich zum Träger der nationalsozialistischen Weltanschauung zu machen, zu erfüllen.“

## Chefredakteure
- 1930–1931: Hans Schwarz van Berk[4]
- 1931–1933: Harald Laeuen